# Wizardry IV: The Return of Werdna
Wizardry IV: The Return of Werdna est un jeu vidéo de type dungeon crawler développé et publié par Sir-Tech en 1987 sur Apple II, DOS, PC-88 et PC-98. Le jeu est le quatrième opus de la série Wizardry. À sa sortie, il surprend les fans de la série par son scénario dans lequel le joueur incarne Werdna, le sorcier maléfique vaincu à la fin de Wizardry: Proving Grounds of the Mad Overlord. Celui-ci s’est en effet réveillé mais il est maintenant privé de ses pouvoirs et emprisonné dans les profondeurs de son donjon. Pour en sortir, il doit déjouer les pièges et affronter les monstres qui servaient à l’origine à empêcher les aventuriers de pénétrer le donjon. Pour cela, il peut notamment invoquer des monstres, que le joueur ne peut cependant pas contrôler, pour l’aider. Il est généralement considéré comme un des plus difficiles jeux vidéo de rôle sur ordinateur jamais créé. Le joueur ne dispose en effet pas de carte du donjon et certaines énigmes du jeu sont particulièrement difficiles à résoudre. De plus, le fantôme d’un des ennemis tués par Werdna, Trebor, hante le donjon et peut tuer le sorcier instantanément s'il le rencontre. Enfin, chaque nouvelle sauvegarde ressuscite tous les monstres présents dans le niveau où se trouve le joueur. Le jeu dispose de trois fins différentes, la plus difficile à atteindre donnant au joueur le titre de Grand Maître de Wizardry.
À sa sortie, le jeu est plutôt bien reçu par la presse spécialisée,, et en 1993, la journaliste Scorpia du magazine Computer Gaming World juge que les fans de la série ne doivent pas passer à côté. Du fait de sa difficulté, qui le réserve aux fans de la série, et de sa réalisation datée, il est cependant l’un des Wizardry les moins connus du grand public.